# Nordelph
 (juillet 2023).
Nordelph est une paroisse civile et un village du Norfolk, en Angleterre.